# واسکه‌میر
واشکر (به هلندی: Waskemeer) یک منطقهٔ مسکونی در هلند است که در اوست‌استلینگ‌ورف واقع شده‌است. واشکر ۸۳۸ نفر جمعیت دارد.